# برنارد شوبرت
برنارد شوبرت (به انگلیسی: Bernard Schubert)‏ (۱ ژانویهٔ ۱۸۹۵ – ۴ اوت ۱۹۸۸) فیلم‌نامه‌نویس، نمایش‌نامه‌نویس، و تهیه‌کننده تلویزیونی اهل ایالات متحدهٔ آمریکا بود. او از پیش‌کسوتانِ تولید فیلم ناطق و همچنین از نخستین تولیدکنندگان فیلم‌های تلویزیونی بود. وی در طی سال‌های ۱۹۳۱ تا ۱۹۴۸، در تولیدِ ۲۵ فیلم نقش داشت.